# لغة الإشارة المكسيكية
لغة الإشارة المكسيكية (lengua de señas mexicana) هي لغة مستخدمة في مجتمع الصمّ في المناطق الحضرية في المكسيك. وهي اللغة الأساسية لحوالي 87,000 إلى 100,000 شخص.

## التوزيع الجغرافي
تتواجد معظم مجتمعات لغة الإشارة الرئيسية في مدينة مكسيكو وغوادالاخارا ومونتيري، وتتواجد أعداد منهم في مدنٍ أصغر. ثمة اختلافات بين الأقاليم (80% - 90% تشابه معجمي في جميع أنحاء البلاد وفقاً لبحث فوروت 2001).
الاختلاف كبير بين المجتمعات العمرية
التباين مرتفع بين الفئات العمرية والأشخاص من خلفيات دينية مختلفة.

## العلاقة مع لغة الإشارة الإسبانية
لغة الإشارة المكسيكية تتميز قليلاًعن اللغة الإسبانية، مع اختلافات كاملة في الأفعال وتختلف أيضاً بنية الخطاب وتفضيلات تصنيف اللغات نحويا، واستخدام قليل للفعل عماد (لغة). مع ذلك، هناك استخدام واسع النطاق للعلامات المبدئية، حيث وجدت دراسة أن 37% من قائمة مكونة من 100 كلمة تكون كلمات مبدئية مقارنة بـ 14% في لغة الإشارة الأمريكية.

## وضع اللغة
عام 2005، أعلنت لغة الإشارة المكسيكية «لغة وطنية» رسمياً، مع اللغة الإسبانية ولغات الشعوب الأصلية، بحيث يتم استخدامها في نظام التعليم الوطني للصم. قبل عام 2005، ركزت الفلسفة التربوية الرئيسية في البلاد على الكلام الشفهي خاصة لوجود عدد قليل من المدارس التي عقدت دروساً بلغة الإشارة المكسيكية.
في منتصف عقد 1980، خصصت خمس دقائق من برامج الأخبار التلفزيونية الليلية للغة الإشارة (كانت لغة الإشارة الإسبانية)، ثم مرة أخرى في منتصف عقد 1990 توقفت عام 1992 واستأنفت عام 1997 بتقديم موجز لمدة دقيقتين للعناوين الرئيسية.

## وصلات خارجية
- SIL page on LSM
- قاموس لغة الإشارة المكسيكية (باللغة الإسبانية)
- WikiSigns.org - Diccionario collaborativo de LSM

قالب:لغات المكسيك